# Rzepin
Rzepin (in tedesco Reppen) è un comune urbano-rurale polacco del distretto di Słubice, nel voivodato di Lubusz.
Ricopre una superficie di 191,11 km² e nel 2017 contava 6 590 abitanti.
Rzepin, nonostante le piccole dimensioni, è un importante nodo ferroviario: qui si incrociano le linee Francoforte sull'Oder-Poznań (parte della tratta Berlino-Varsavia) e Stettino-Breslavia. I treni da e per la Germania (tra cui tutte le relazioni ferroviarie tra Berlino e la Russia) effettuano sempre una sosta tecnica alla stazione di Rzepin per cambiare la motrice.